# Фонтана Педаниле-Сант'Елја (Потенца)
Фонтана Педаниле-Сант'Елја (итал. Fontana Pedanile-Sant'Elia) је насеље у Италији у округу Потенца, региону Базиликата.
Према процени из 2011. у насељу је живело 243 становника. Насеље се налази на надморској висини од 656 м.